# Gloryful
Gloryful [glôrēfəl] (Kunstwort aus engl. glory und der Silbe -ful für Ruhm und -voll oder frei übersetzt „herrlich“) ist eine deutsche Heavy-Metal-Band aus dem Ruhrgebiet. Sie trat unter anderem auf Festivals wie den Metaldays 2016 in Tolmin, dem Summer Breeze 2017 in Dinkelsbühl und dem Wacken Open Air 2019 in Wacken auf.

## Geschichte

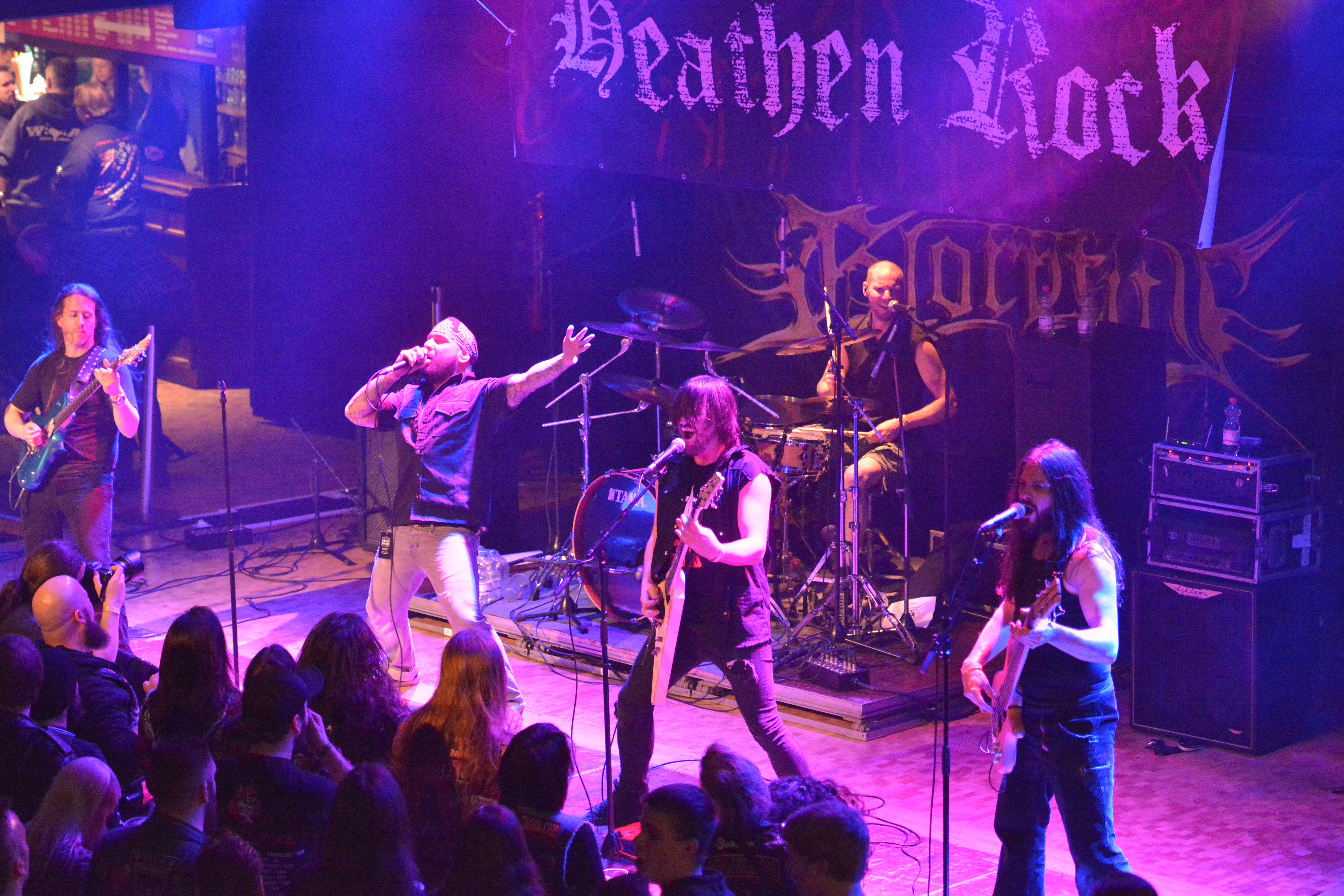
Gloryful auf dem Heathen Rock Festival 2015

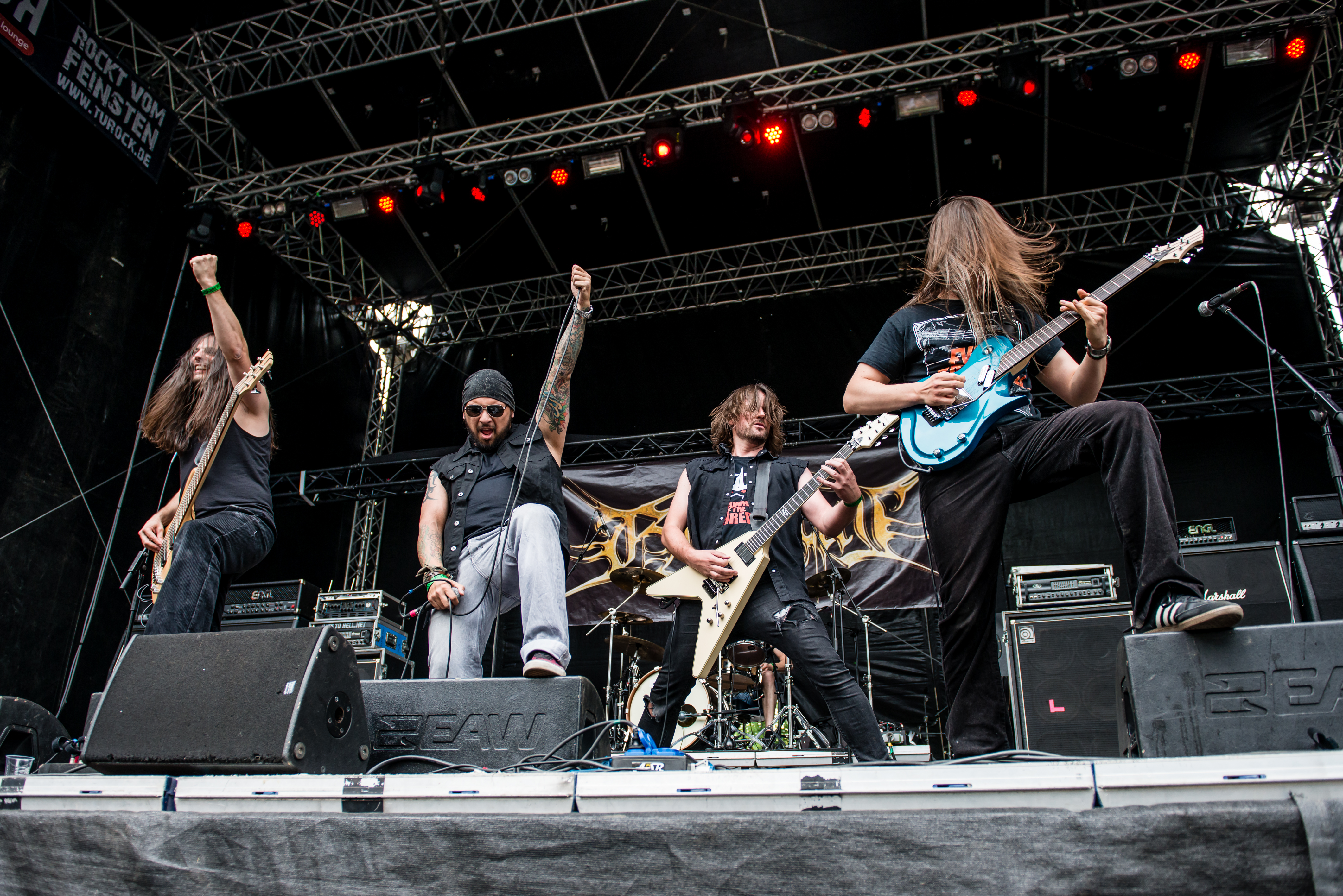
Gloryful auf dem Turock Open Air 2015

Die Idee, eine Metalband mit epischen Texten namens Gloryful ins Leben zu rufen, wurde im Oktober 2009 von Sänger Christoph Süselbeck und dem Night in Gales Gitarristen Jens Basten, ersonnen. Sie produzierten die 3-Track Demo Sedna’s Revenge, die aufgrund ihrer guten Resonanz zum Entschluss führte, die Band auch auf die Bühne zu bringen. Nachdem sie instrumentale Unterstützung in Gitarrist Vittorio Papotto, Bassist Oliver Karasch und Schlagzeuger Jim Sander gefunden hatten, komplettierten sie im Sommer 2010 die Bandbesetzung.
Erste Bühnenerfahrung sammelten sie als Opener für Bands wie Powerwolf, Vicious Rumors, Orden Ogan und Helstar ein. Kurz vor den Studioaufnahmen im September 2012 verließ Jim Sander im Mai die Band. Hartmut Stoof, ehemals bei Deadsoil, trat Sanders Nachfolge am Schlagzeug an. Mit ihm wurde das Debüt-Album The Warrior’s Code eingespielt, das am 24. Mai 2013 unter dem Label von Massacre Records veröffentlicht wurde. Mix und Mastering machte der schwedischen Produzenten Dan Swanö, das Cover-Artwork erstellte der belgische Künstler Kris Verwimp.
Der erste Videoclip der Band zum Song The Warrior’s Code wurde im Helvete in Oberhausen aufgenommen und im Juni 2013 veröffentlicht. Es folgten über 30 Konzerte, unter anderem mit Queensryche, Alpha Tiger, Bullet, Axxis, Grand Magus, Screamer und High Spirits sowie innerhalb von 10 Monaten das zweite Album Ocean Blade. Während der Arbeiten am zweiten Album zeichnete sich ab, dass Oliver Karasch sich aus familiären Gründen aus dem Musikgeschäft zurückziehen würde. Die Bassspuren der Songs des zweiten Albums spielte er noch ein, bevor er endgültig aus der Band austrat. Kurz vor der Veröffentlichung des zweiten Albums konnte Danij Perl als neuer Bassist für die Band gewonnen werden. Auch hierbei mixte Dan Swanö den Sound, Charles Greywolf masterte das Album.
Im Sommer 2014 verließ Vittorio Papotto die Band, um sich anderen Bandprojekten wie Exotoxis widmen zu können. Als Nachfolger an der Lead-Gitarre kam Adrian Weiss, vormals bekannt durch Thought Sphere und Forces At Work hinzu, der zuvor schon bei Live-Shows ausgeholfen hatte, und komplettierte die seitdem feste Besetzung der Band.
Die folgenden Dreharbeiten zum Musikvideo Black Legacy fanden im historischen Baudenkmal der alten Bandfabrik Wilhelm Büsgen in Wuppertal statt. Der Erfolgskurs der Band setzte sich weiter fort; es folgten unter anderem Konzerte mit Accept, Hammerfall und Powerwolf. Die Konzertmitschnitte vom 11. September 2015 beim „Civilized Violence“ im Club Fabrica in Bukarest dienten kombiniert mit Kampfszenen als Grundlage für die Vorabveröffentlichung des Songs This Means War des im August 2016 folgenden dritten Albums End of the Night. Für das Mixing und Mastering stand wieder Charles Greywolf bereit.
Unterstützung an der Geige erhielten Gloryful nicht nur im Video zur Ballade End of the Night von Detlef Scherner alias Zagan von Black Messiah. Eine Europa-Tour mit Lichtgestalt und Almanac im Januar 2017 sowie ein Auftritt auf dem Summer Breeze 2017 in Dinkelsbühl folgten. Auch in dem im November 2017 erschienenen Buch Kumpels in Kutten 2: Heavy Metal im Ruhrgebiet von Christian Krumm fand die Band Erwähnung. Mit ihrem vierten Album Cult of Sedna, gemastert von Jörg Uken und einem Cover-Artwork von Axel Hermann, konnte Gloryful ihre Position im Markt behaupten. Die Veröffentlichung des Albums fand am 18. Januar 2019 als Auftakt ihrer Europa-Tour mit Mob Rules und Brainstorm statt; im August 2019 trat Gloryful auf dem Wacken Open Air auf. 
Im Sommer 2024 teilte die Band auf ihrer Homepage mit, dass die Band bis auf weiteres nicht mehr aktiv sein würde.

## Konzept
Die Band erzählt mit ihren Songs mystische Geschichten, die sich im Kern um die Meeresgöttin der Inuit, Sedna, ranken. Das erste Album The Warrior’s Code erzählt von mutigen Metal-Kriegern, Gemeinschaft und Kampf sowie Sednas Auferstehung und ihrer Rache. Auf dem 2. Album kämpft Captain McGuerkin mit seiner Mannschaft des Schiffs „Ocean Blade“ einen unerbittlichen Kampf gegen die mächtige Meeresgöttin Sedna, an deren Ende McGuerkin stirbt. Das Video zur Ballade Black Legacy greift die Erzählung des zweiten Albums auf. Es zeigt McGuerkin unter Deck seines Schiffes voller Ratten, wie er sein Logbuch führt und durch die Meere navigiert. Die Band ist dabei Teil der Mannschaft und einige versterben sogar, ihnen wird der herabgesunkene Kiefer festgebunden und Münzen für die Überfahrt ins Reich der Toten auf die geschlossenen Lider gelegt.
Das dritte Album End of the Night führt die Geschichte hundert Jahre nach dem Untergang der „Ocean Blade“ fort. Captain McGuerkin ist seinem nassen Grab am Meeresboden entstiegen und führt als King McGuerkin seine rachsüchtige Mannschaft in die nächste Schlacht. Im vierten Album wird Sedna nicht mehr als erbitterter Feind angesehen, sondern von einem Wüstenvolk angebetet, was auf Regen und Wasser hofft, wodurch der vormals negativ besetzten Figur der Sedna nun auch positive Eigenschaften zugestanden werden.

## Stil
Der musikalische Stil von Gloryful verortet sich schwerpunktmäẞig zwischen Power Metal und Heavy Metal mit Einflüssen aus der New Wave of British Heavy Metal. Mit jeder neuen Albumerscheinung greift die Band auf weitere Elemente des Metalspektrums zurück. So hat sich Gloryful anfangs an Bands wie Iron Maiden, Judas Priest, Dio, Manowar und Running Wild orientiert. In Interviews und Reviews werden die Alben folgendermaßen kategorisiert: Das Debüt-Album The Warrior’s Code folgt dem Stil des True Metal / Heavy Metal, das zweite Album Ocean Blade dem des Heavy Metal und das dritte Album End of the Night dem des Power Metal. Mit diesem Album wird der Band das Potential zugesprochen, Dimensionen wie von Sabaton oder Powerwolf zu erreichen. Das vierte Album Cult of Sedna weist sowohl Elemente des Heavy Metal mit starken Einschlägen von Thrash Metal und melodiösen Power Metal Refrains auf.
Der Gitarrist Adrian Weiss spielt eine für ihn angefertigte TS Customs (built by TS Customs – Timo Schramm) E-Gitarre und nutzt in seinen Solos oftmals die phrygisch-dominante Tonleiter.

## Besetzung

Gloryful beim Turock Open Air 2015
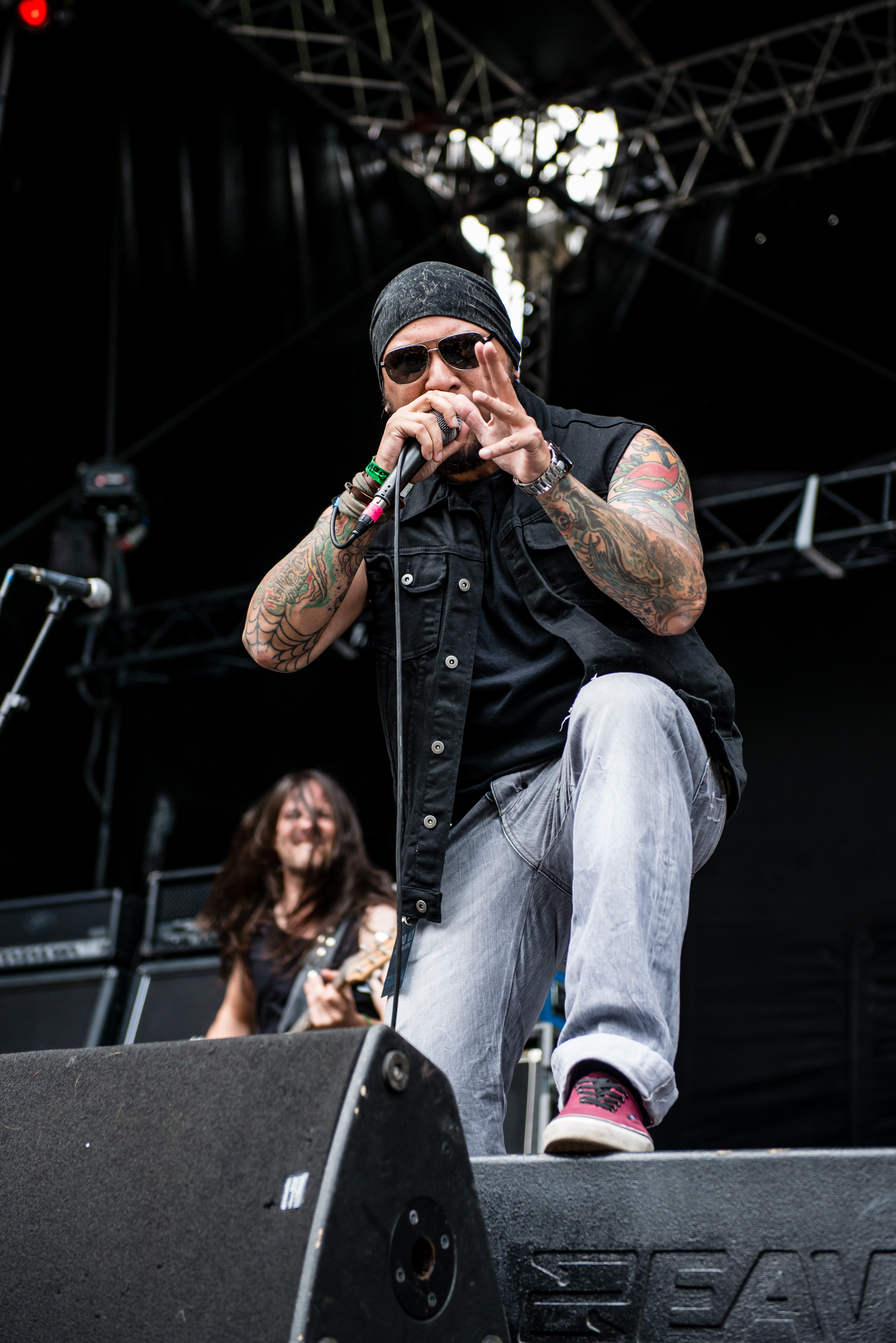
Sänger Johnny La Bomba
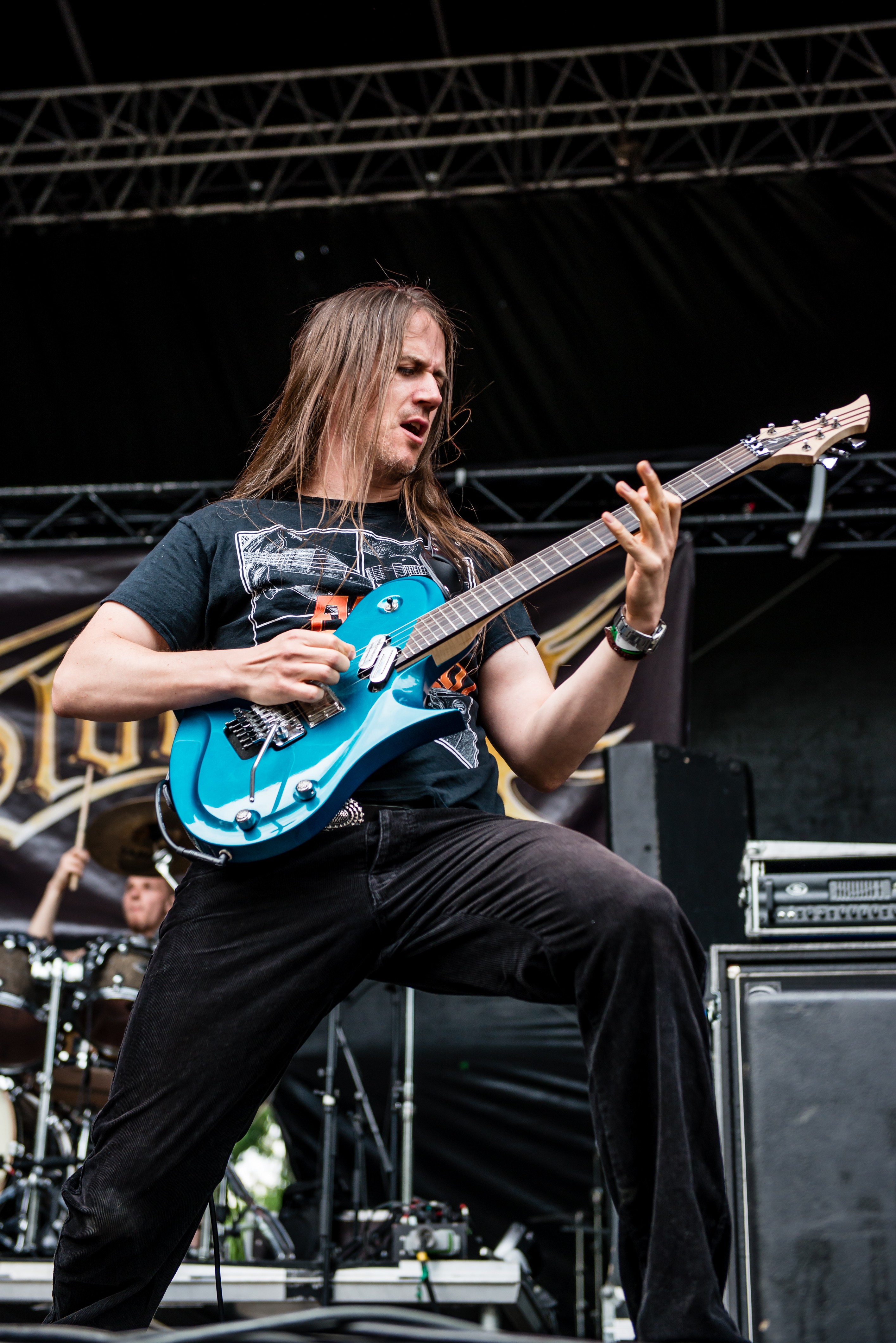
Gitarrist Adrian Weiss
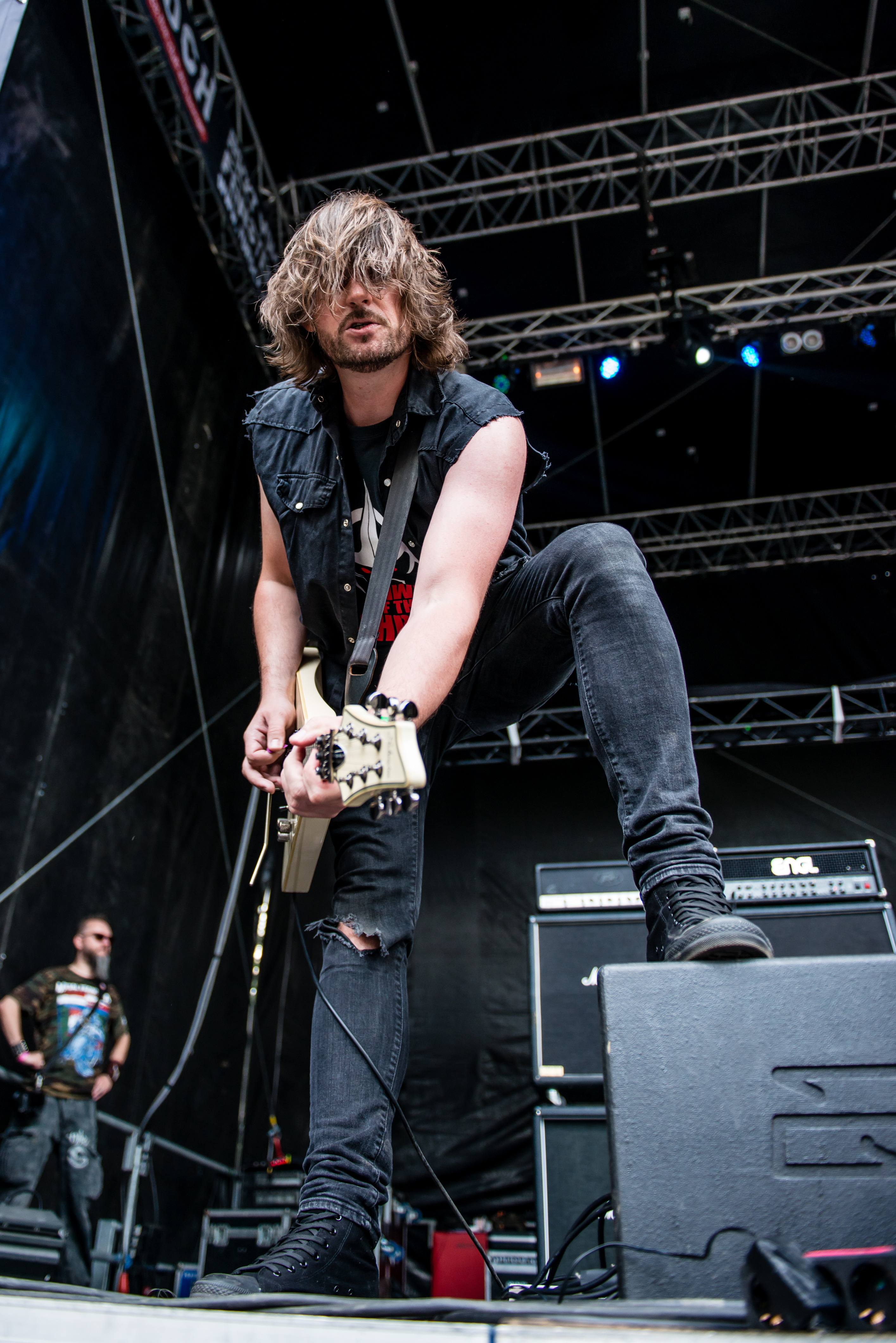
Gitarrist Shredmaster JB
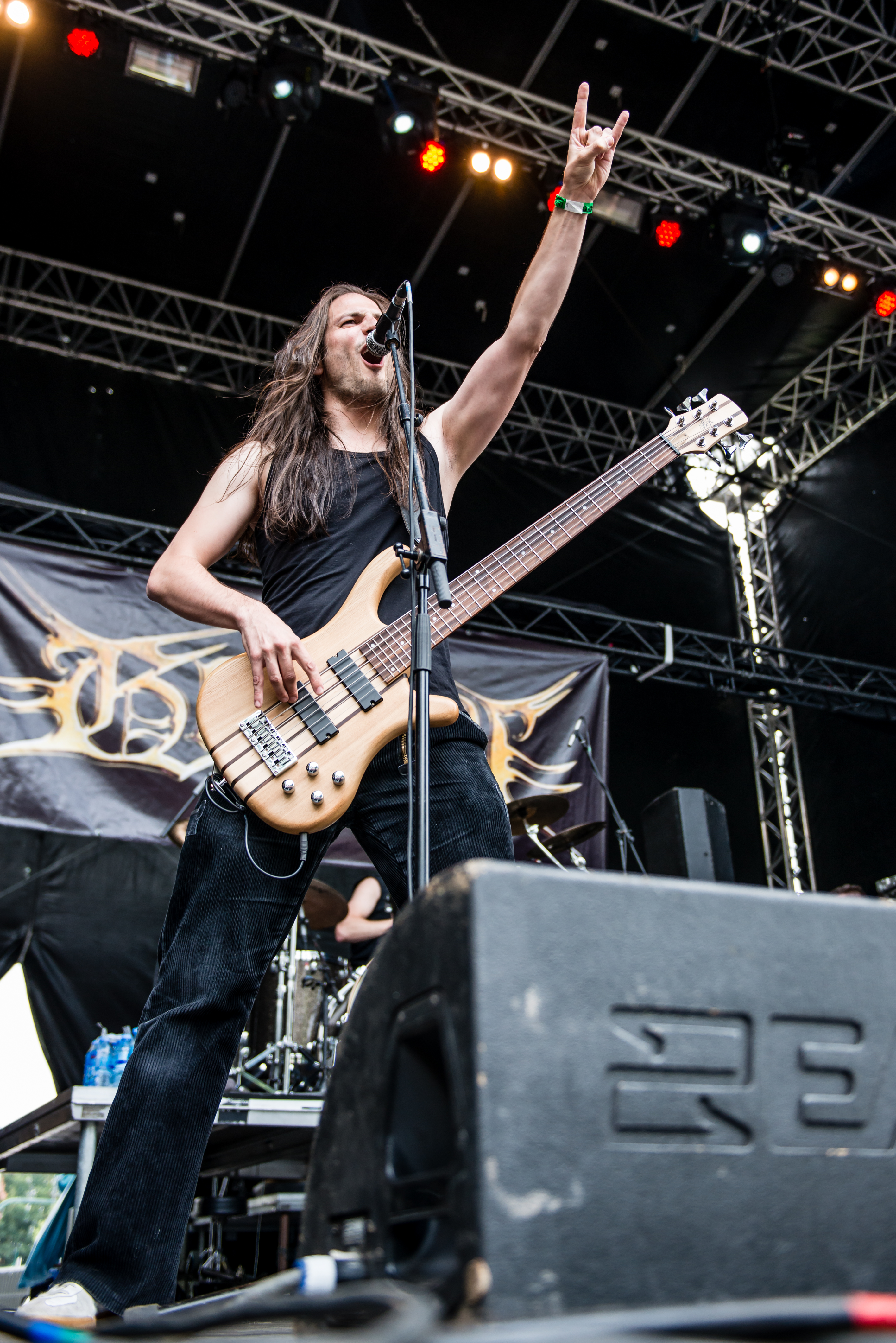
Bassist Danij Perl
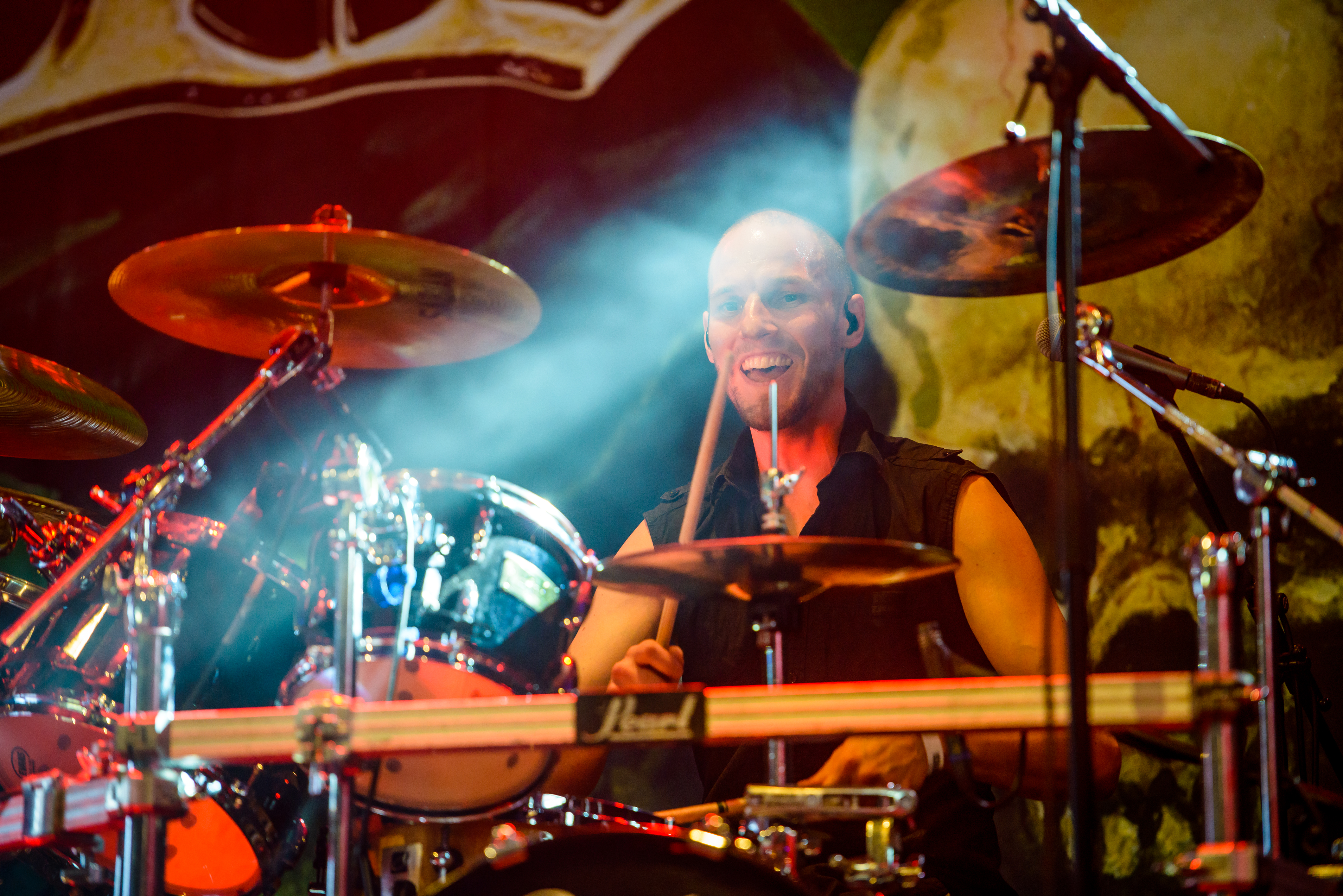
Schlagzeuger Hartmut Stoof auf dem Dong Open Air 2016

## Diskografie
Alben
- 2013: The Warrior’s Code (CD bei Massacre Records & Vinyl-LP bei Metalizer Records[40])
- 2014: Ocean Blade (CD bei Massacre Records)
- 2016: End of the Night (CD bei Massacre Records & Vinyl-LP black & green bei For Those Who Chose to Pose Records[41])
- 2019: Cult of Sedna EU Version (CD bei Massacre Records)
- 2019: Cult of Sedna JP Version inkl. japanischer Version von Void of Tomorrow (CD bei Radtone Music, Massacre Records)[42]

EPs
- 2010: Sedna’s Revenge (Blood & Fire Productions)

Kompilationsbeiträge
- 2016: Holy Diver & Heavy Metal Will Never Die auf A Light in the Black (A Tribute to Ronnie James Dio) (Massacre Records)

Musikvideos
- 2013: The Warrior’s Code (Mirko Witzki)[43]
- 2014: Hiring the Dead[44]
- 2015: Black Legacy (Jaegerrot Movie Production)[45]
- 2015: Ocean Blade[46]
- 2016: This Means War[47]
- 2016: Hail to the King[48]
- 2016: End of the Night (Jaegerrot Movie Production)[49]
- 2018: Brothers in Arms (Razvan Raduta for Oldboy Studio)[50]

## Trivia
Als Hommage an die Helden ihrer Jugend ließ Gloryful zwischen 2014 und 2016 direkt vor ihren Auftritten ein Lied aus Conan der Barbar und zwischen 2016 und 2018 das Intro der Masters-of-the-Universe-Kassetten abspielen.